# Je vais bien, ne t'en fais pas
Je vais bien, ne t'en fais pas é um filme francês de 2006 dirigido por Philippe Lioret.

## Sinopse
Após voltar de sua férias na Espanha, a personagem principal, Lili, de 19 anos, descobre que Loic, o seu irmão gêmeo, saiu de casa após uma discussão com o seu pai. Ela fica chateada com a aparente calma dos seus pais e fica particularmente chocada com a relutância de seu pai em abordar o sumiço do próprio filho. Lili aguarda desesperadamente por um telefonema de Loic mas o seu irmão não dá sinal de vida.

## Elenco
- Mélanie Laurent
- Kad Merad
- Isabelle Renauld
- Julien Boisselier
- Aïssa Maïga
- Simon Buret
- Christophe Rossignon
- Eric Herson-Macarel
- Thierry Lavat
- Emmanuel Courcol
- Martine Chevallier
- Marie-Flore Limal
- Jean-Yves Gautier
- Nathalie Besançon
- Thibault de Montalembert

## Trilha sonora
- Une jolie fleur (dans une peau de vache"

Letra e Música por Georges Brassens
Publicado por Ray-Ventura (1954)
Performed por Patrick Sébastien
- "U turn (Lili)"

Escrito e tocado por AaRON

## Prêmios
César Awards
- Melhor ator coadjuvante, para Kad Merad; e
- Atriz Mais Promissora, para Mélanie Laurent.

Etoiles d'Or
- Melhor Roteiro, para Philippe Lioret e Olivier Adam
- Ator Revelação, para Kad Merad
- Atriz Revelação, para Mélanie Laurent